# Ehrenfried Rudolph
Ehrenfried Rudolph (Krefeld, Rin del Nord-Westfàlia, 14 d'agost de 1935) fou un ciclista alemany, professional des del 1963 fins al 1972. Els millor resultats els va obtenir en el ciclisme en pista, aconseguint una medalla d'or al Campionat del món de persecució per equips i una altra al de mig fons. També va participar en nombroses curses de sis dies.

## Palmarès en pista
- 1957
  -  Campió d'Alemanya en tàndem (amb Willy Franssen)
- 1961
  -  Campió d'Alemanya amateur en velocitat
- 1962
  -  Campionat del món de persecució per equips (amb Klaus May, Bernd Rohr i Lothar Claesges)
  -  Campió d'Alemanya amateur en velocitat
  -  Campió d'Alemanya amateur en quilòmetre
- 1965
  -  Campió d'Alemanya en mig fons
- 1966
  -  Campió d'Alemanya en mig fons
- 1968
  -  Campió d'Alemanya en mig fons
- 1969
  -  Campió d'Alemanya en mig fons
- 1970
  -  Campió del món de mig fons
- 1971
  - Campió d'Europa de mig fons